# (5869) Танит
(5869) Танит (лат. Tanith) — околоземный астероид из группы Амура (II), который был открыт 4 ноября 1988 года американским астрономом Кэролин Шумейкер в Паломарской обсерватории и назван в честь финикийской богини Танит.
- Орбита астероида Танит и его положение в Солнечной системе